# Josep Banqué i Feliu
Josep Banqué i Feliu (1870-Barcelona, 12 d'abril de 1940) fou un filòleg clàssic barceloní, alcalde de Barcelona el 1923.

## Vocal Associat
Casat amb Pilar Figueras, Banqué fou catedràtic de llengua i literatura gregues a la Universitat de Barcelona i traductor d'Homer. El 1908 formà part de la comissió executiva encarregada de l'homenatge a Manuel Milà i Fontanals i el 1918 fou secretari de la Facultat de Filosofia i Lletres.
L'estament universitari el va nomenar Vocal Associat representant d'aquesta institució a l'Ajuntament de Barcelona. Els Vocals Associats eren una mena d'adjunts als regidors de l'Ajuntament, que eren nomenats per cada gremi per a portar l'opinió d'aquest als temes que eren tractats.

## Alcalde de Barcelona
Com sigui que el 13 de setembre de 1923 es va produir el cop d'estat de Miguel Primo de Rivera, el Directori militar creat per aquest va decidir prescindir, a l'administració, de qualsevol càrrec procedent d'eleccions populars, com era el cas d'alcaldes i regidors dels ajuntaments. Per la qual cosa es va decretar la substitució immediata d'aquests pels Vocals Associats, que no eren figures polítiques.
L'1 d'octubre de 1923, el general Lossada, governador civil de Barcelona, va convocar el ple de l'Ajuntament, va destituir els regidors i hom va procedir a escollir un nou alcalde d'entre els Vocals Associats. Josep Banqué protagonitzà involuntàriament una anècdota històrica. Va arribar tard a la reunió perquè venia, vestit d'etiqueta, de la inauguració del curs acadèmic a la Universitat. Això va cridar l'atenció del general que va proposar-lo com a candidat. La proposta fou acceptada i Banqué fou nomenat alcalde. El càrrec no va complaure gaire Banqué que el dia 8 fou investit i el 10 va presentar la dimissió al·legant que havia rebut uns anònims amenaçant-lo. El 16 del mateix mes d'octubre era nomenat el militar Fernando Álvarez de la Campa per a substituir-lo.
El 1935 fou vocat de la Societat Econòmica Barcelonesa d'Amics del País. Banqué fou jubilat de la seva càtedra per ordre ministerial el novembre de 1939 i el 12 d'abril de 1940 va morir a Barcelona, als 70 anys.